# Martin Imhof
Martin Imhof (* 31. Januar 1965 in Wien) ist ein österreichischer Arzt und klinischer Wissenschaftler.

## Leben
Imhof wuchs in den Vereinigten Staaten (Baton Rouge, Louisiana; Cincinnati, Ohio) und Kärnten (Villach) auf. Im Jahr 1983 maturierte er in Villach. Sein Humanmedizinstudium in Wien schloss er im Jahr 1992 mit der Doktorarbeit ab.
Er arbeitete als Universitätsassistent an der Herz-Thorax-Chirurgie, Allgemeinchirurgie, Plastischen Chirurgie, Unfallchirurgie, Gastroenterologie sowie Frauenheilkunde und Geburtshilfe am AKH und Kaiser Franz Joseph Spital in Wien. Er beschäftigt sich vorwiegend mit den Themen Endoskopie in der Fertilitätsmedizin, Endokrinologie und Phytoendokrinologie, Mikronährstofftherapie in der Fertilität sowie der angewandten Gewebetherapie.
Im Jahr 1999 beteiligte er sich an einer Etablierung der Gewinnung von allogenen und autologen Nabelschnurblutstammzellen, nachdem er bereits im Jahr 1993 Erfahrungen mit der ersten österreichischen Herzklappenbank gesammelt hatte. Ab 2000 beschäftigte er sich mit Isoflavonen (Phytohormonen) als natürliche Alternative zur hormonellen Behandlung und zeigte die Wirkung von Mikronährstoffen vor allem in der männlichen Fertilität. Des Weiteren tätigte er klinische Gewinnung und Lagerung von Gewebe aus dem Eierstock zum Erhalt der Fruchtbarkeit junger Tumorpatientinnen (Ovarian Tissue Banking) in Österreich. Im Jahr 2003 führte er die erste erfolgreiche Retransplantation eines ganzen gefrorenen Eierstocks durch. Zu diesem Thema habilitierte sich Martin Imhof 2006 an der Medizinischen Universität Wien.
Im Jahr 2012 schloss er eine Phase I,II Studie zur Therapie des Eierstockkrebses mit Dendritischen Zellen ab. Die guten Ergebnisse sind Basis der geplanten Fortsetzung dieser Studie.
Er arbeitet zurzeit als Vorstand der Frauenheilkunde und Geburtshilfe im Landesklinikum Korneuburg und betreibt das Fertilitätszentrum IMI in Wien mit Schwerpunkt Endokrinologie, Minimalinvasive Chirurgie und Fertilitätsbehandlungen ohne den Einsatz der künstlichen Befruchtung.